# Rickelsbüller Koog

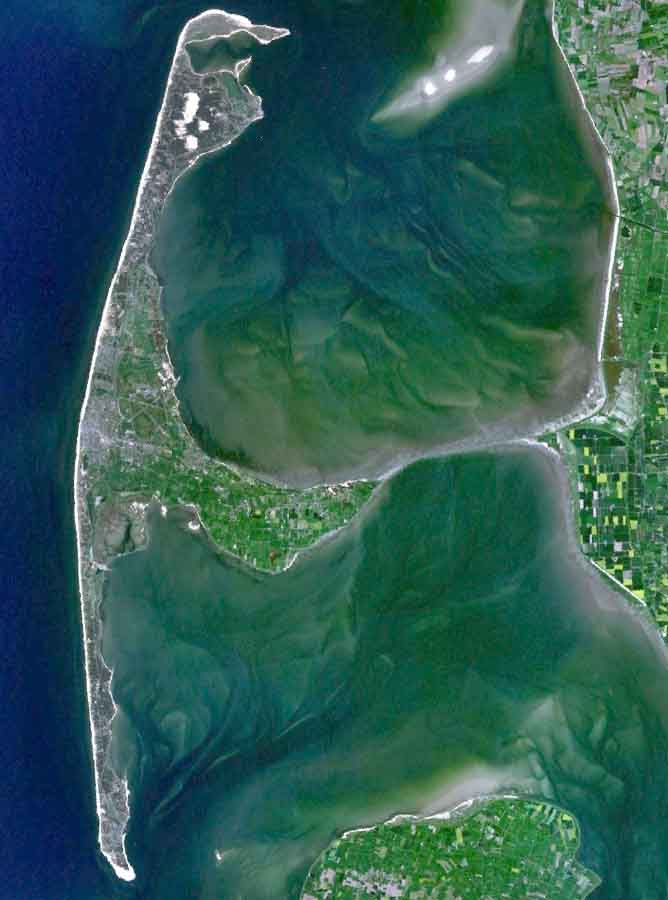
Der Rickelsbüller Koog liegt landseitig, unmittelbar nördlich des das Festland und Sylt verbindenden Hindenburgdamms

Der Rickelsbüller Koog (dänisch Rikkelsbøl Kog, nordfriesisch Rikelsbeler Kuuch) ist der nördlichste Koog an der Nordwestküste Schleswig-Holsteins. Sein nordwestlichster Punkt, der sich am Grenzdamm bei Rodenäs-Markhäuser befindet, bildet die nördlichste Stelle des deutschen Festlands.

## Geografie
Der Rickelsbüller Koog, der sich im Kreis Nordfriesland etwa 17 km (Luftlinie) nordwestlich von Niebüll innerhalb des Gemeindegebiets von Rodenäs befindet, ist rund 534 ha groß und wird wie folgt begrenzt:
- Im Norden durch die Grenze zwischen Dänemark und Deutschland,
  - Auf dänischem Gebiet schließt sich in dieser Richtung direkt der Margrethe Kog an, benannt nach der dänischen Königin Margrethe II.
- im Osten durch die Westseite des Wirtschaftsweges am alten Landesschutzdeich zwischen Grenze und Hindenburgdamm,
- im Süden durch den nördlichen Dammfuß des Hindenburgdammes und
- im Westen durch die seeseitige Kante der Krone des Landesschutzdeiches zur Vordeichung der Tonderner Marsch.

Rickelsbüller Koog und Margrethe Kog werden von einer Verbindungsstraße getrennt, die in Ost-West-Richtung verläuft und zugleich die Grenze zwischen den zuvor genannten Staaten darstellt. Sie sind Rastplatz für die Ringelgans, die Kurzschnabelgans, die Weißwangengans und weitere Vogelarten.

## Naturschutzziele
In § 3 der Naturschutzverordnung heißt es: „Das Naturschutzgebiet dient der Erhaltung des durch die Vordeichung nördlich des Hindenburgdammes vom Tideeinfluß der Nordsee abgeschnittenen Teiles des früheren Naturschutzgebietes, Vogelfreistätte Wattenmeer östlich Sylt. Die bisher vom Salzwasser geprägte Watt- und Salzwiesenlandschaft wird sich in einen vom Süßwasser beeinflussten Lebensraum wandeln, der zu erhalten und zu entwickeln ist.“

## Geschichte

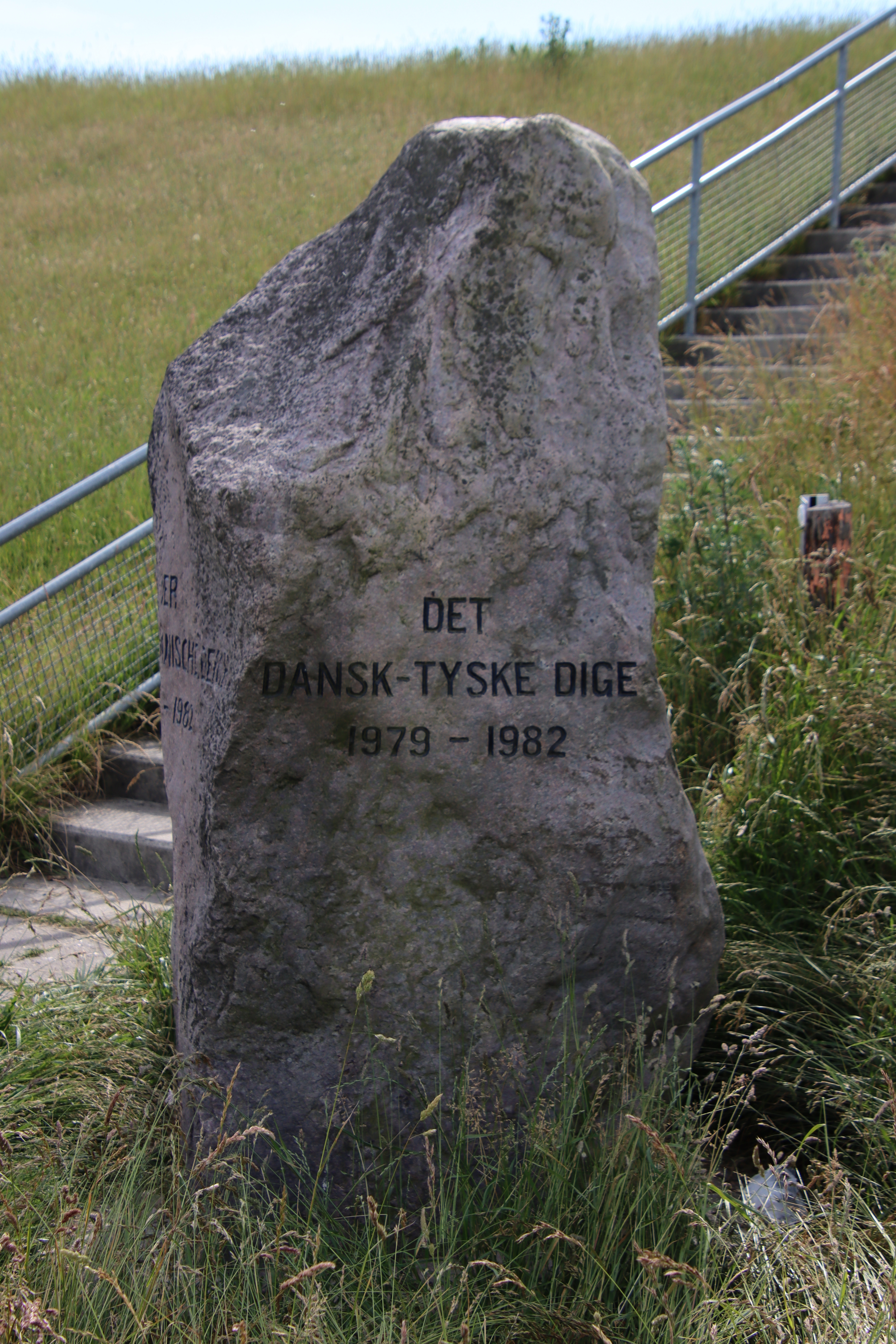
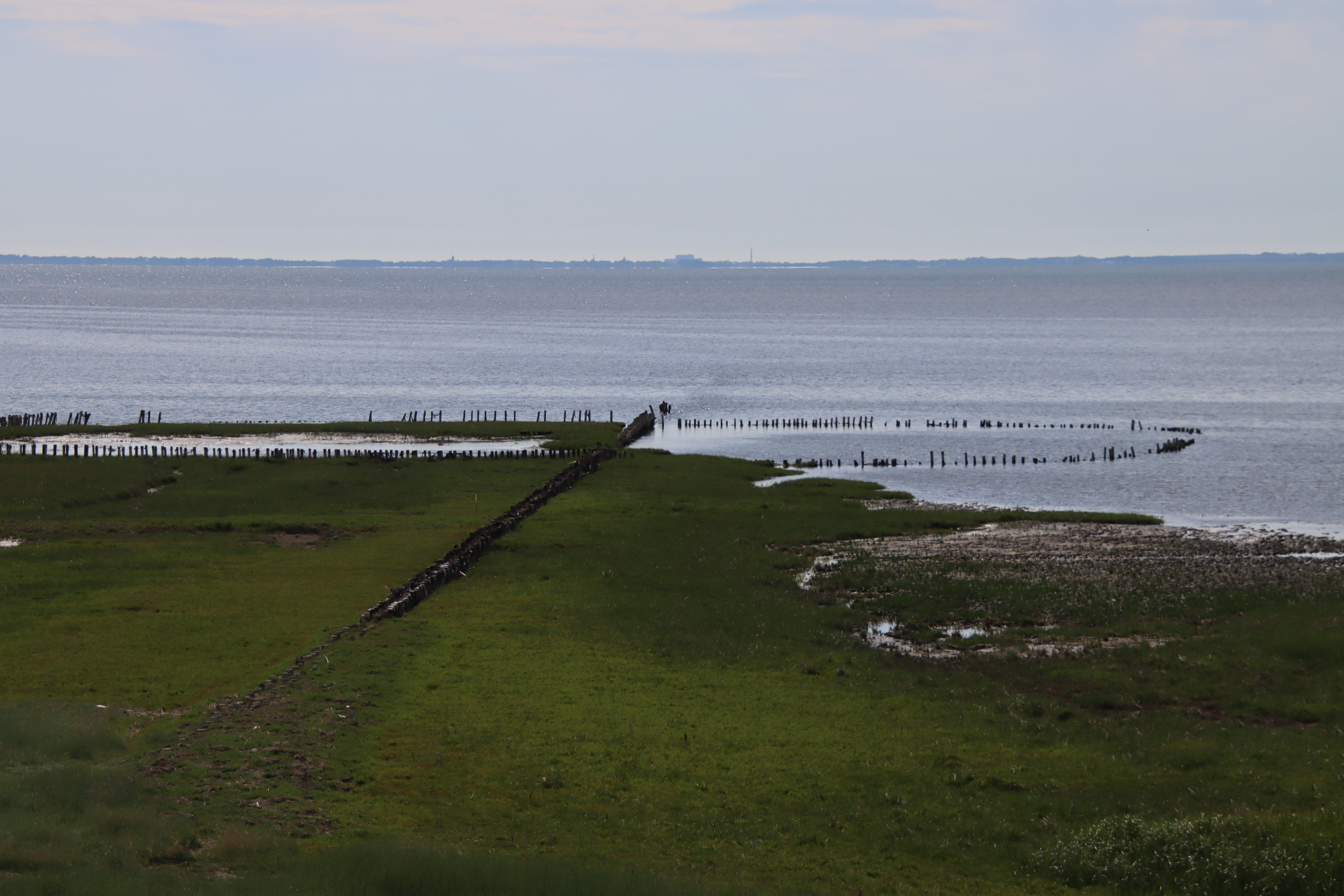
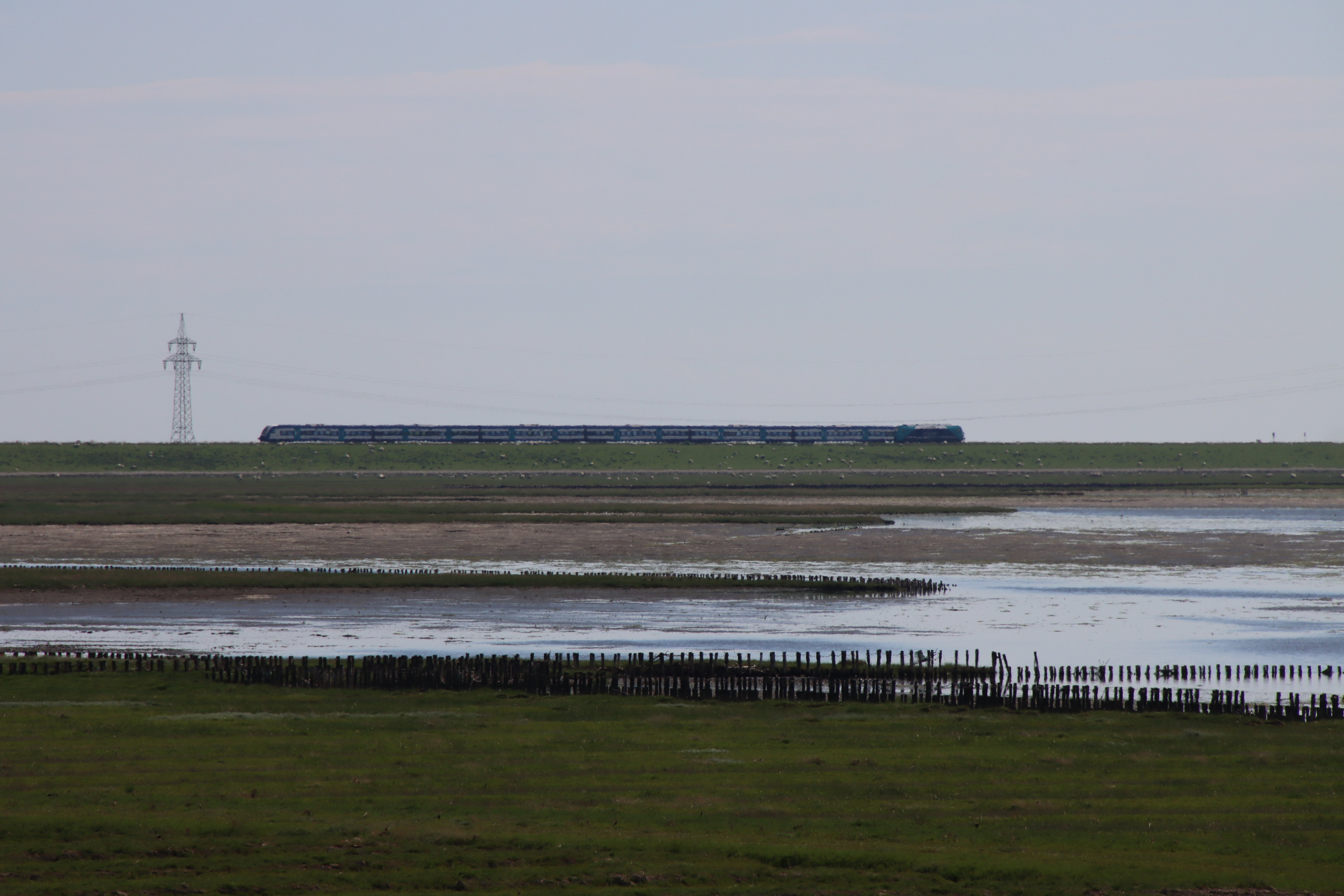
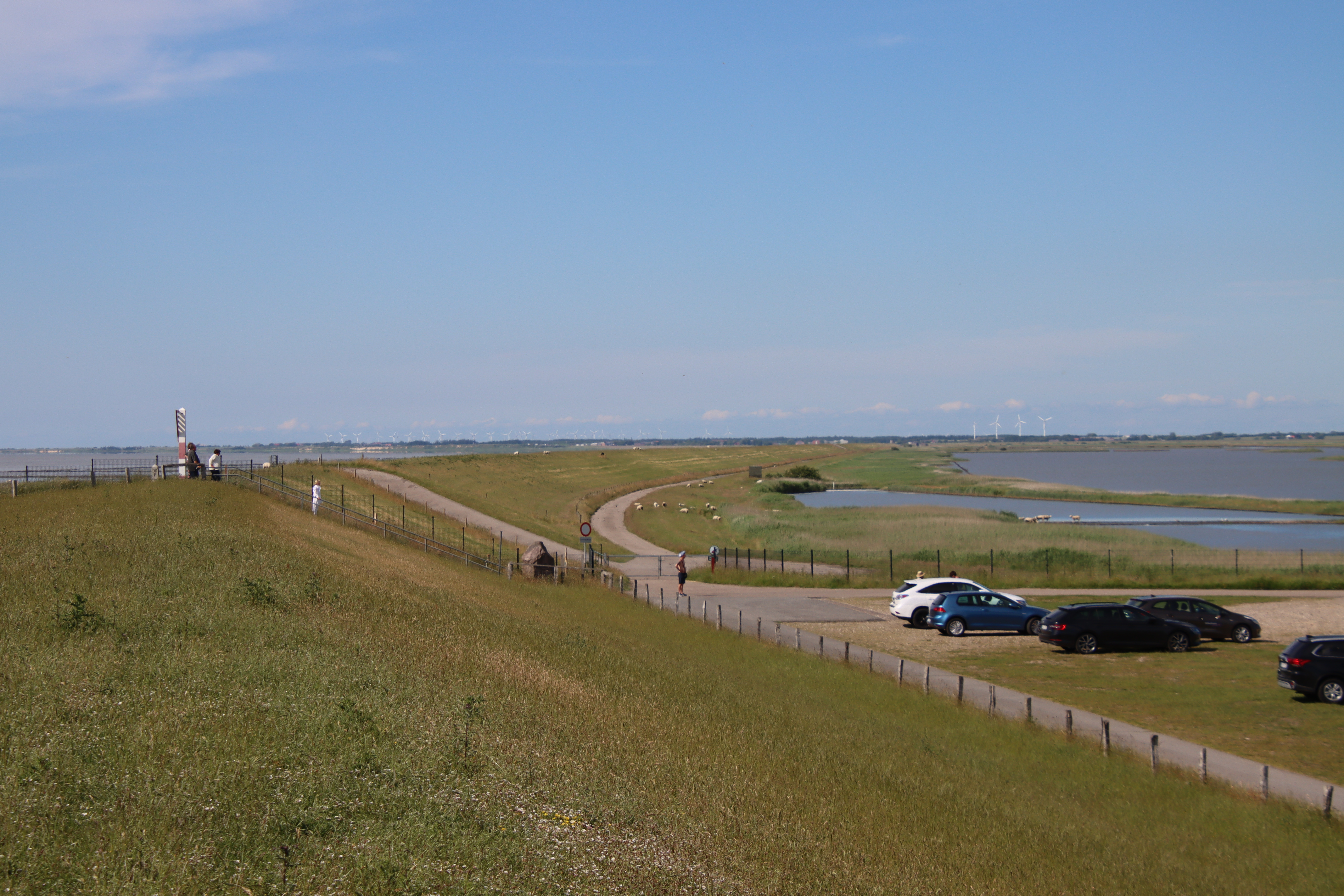
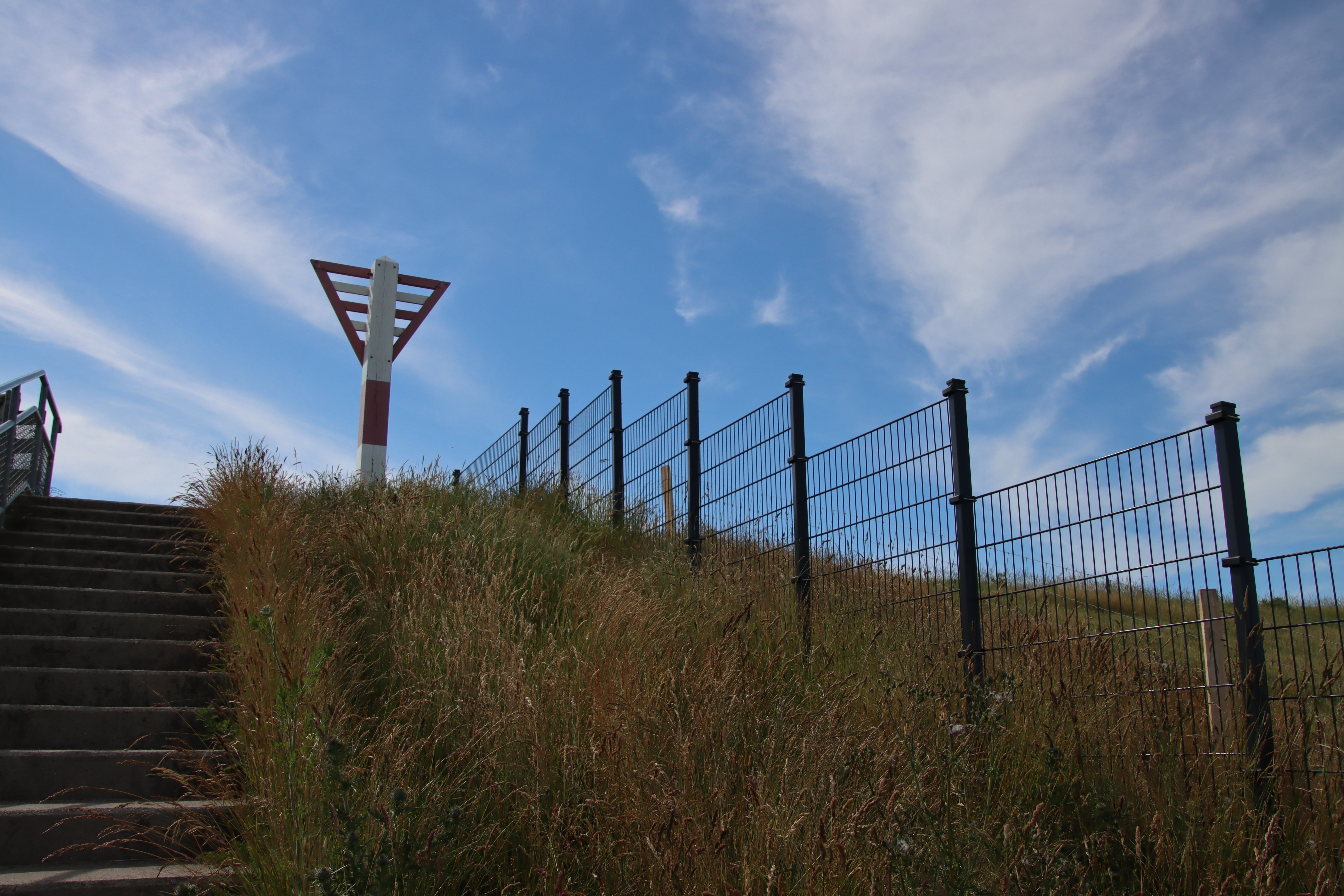
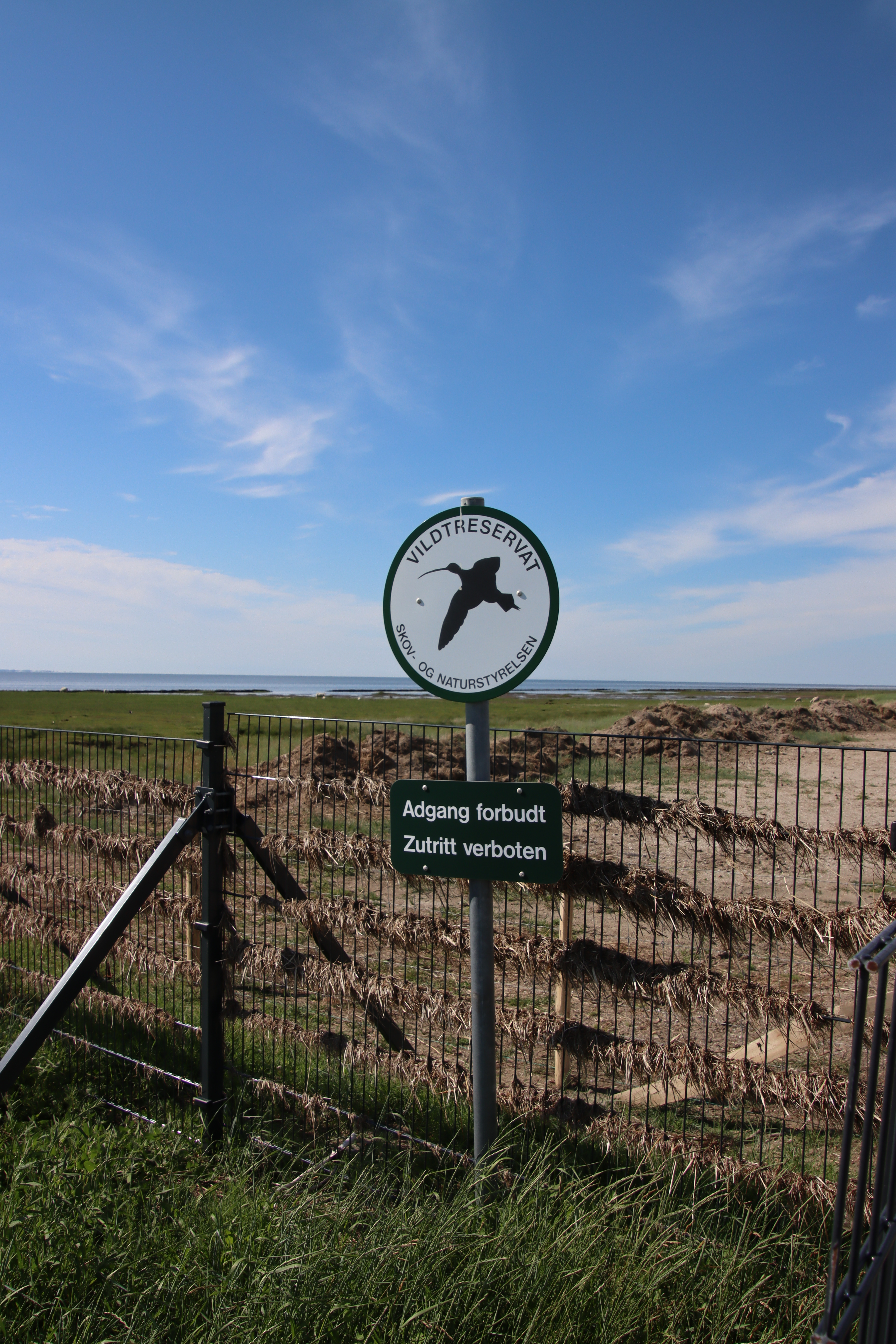

Der Bau des Rickelsbüller Koogs begann 1979, die Einweihung erfolgte 1981. Er ist nach dem in der Großen Schadensflut am 1. Dezember 1615 untergegangenen Dorf Rickelsbüll benannt, dessen Überreste sich unter dem Deich zwischen dem Wiedingharder Neuen Koog und dem Rickelsbüller Koog befinden. 1982 wurde der Koog zum Naturschutzgebiet erklärt und ersetzte somit das bisherige Schutzgebiet „Vogelfreistätte Wattenmeer östlich Sylt“.
Am 10. Dezember 1997 wurde von der schleswig-holsteinischen Landesregierung ein Infopavillon eröffnet, der sowohl in Deutsch als auch in Dänisch über die anzutreffenden Vogelarten informiert.